# Convent dels Carmelites
El Convent dels Carmelites és un antic edifici religiós situat a la Plaça Baró de Beniparell s.n., al municipi de Beniparrell. Està datat del segle xviii i és d'estil neoclassicista. És bé de rellevància local amb identificador número 46.16.065-002.